# Redigobius bikolanus
Redigobius bikolanus är en fiskart som först beskrevs av Herre 1927.  Redigobius bikolanus ingår i släktet Redigobius och familjen smörbultsfiskar. IUCN kategoriserar arten globalt som livskraftig. Inga underarter finns listade i Catalogue of Life.